# Glattnattern
Glatt- oder auch Schlingnattern (Coronella) umfassen zwei Arten, die beide in Europa vorkommen. Auch wenn sie bei Gefahr zischen, zu Scheinangriffen übergehen und beim Ergreifen zubeißen können, handelt es sich um ungefährliche Schlangen. Glatt- oder Schlingnattern bewohnen trockene, steinige und gut besonnte Biotope, ernähren sich bevorzugt von Eidechsen und werden nur selten länger als 80 Zentimeter.

## Merkmale
Merkmale dieser Gattung sind der kleine, wenig von Hals abgesetzte Kopf, runde Pupillen sowie die namensgebenden glatten, glänzenden Körperschuppen. Ein wichtiges Unterscheidungsmerkmal zu den Ottern sind die großen, glatten Kopfschuppen.

## Verhalten
Aktivität zeigen diese Tiere sowohl am Tage als auch in der Nacht. Oft sind sie in ihrer Ernährung auf Eidechsen spezialisiert, die durch Umschlingen und Erwürgen getötet werden. Bei Gefahr flachen sie ihren Kopf ab, was diesen größer erscheinen lässt und geben Zischlaute von sich. Es ist zudem nicht ungewöhnlich, dass Scheinangriffe durchgeführt werden.

## Systematik
Zur Gattung der Glattnattern gehören folgende zwei rezente Arten:
| Deutscher Name            | Wissenschaftlicher Name            | Verbreitung                                      | Gefährdungsstufe Rote Liste der IUCN | Anmerkungen | Bild                                            |
| ------------------------- | ---------------------------------- | ------------------------------------------------ | ------------------------------------ | --- | ----------------------------------------------- |
| Glatt- oder Schlingnatter | Coronella austriaca Laurenti, 1768 | Verbreitungsgebiet der Glatt- oder Schlingnatter | (Least Concern – nicht gefährdet)    | 3 Unterarten: C. a. austriaca, C. a. acutirostris, C. a. fitzingeri* Verbreitet in Finnland, südliches Norwegen, Schweden, Belgien, Niederlande, Luxemburg, Deutschland, Österreich, Schweiz, südliches Großbritannien, nördliches Spanien, nördliches Portugal, Frankreich, Italien, Polen, Tschechien, Ungarn, Slowakei, Kroatien, Slowenien, Bosnien und Herzegowina, Montenegro, Mazedonien, Serbien, Rumänien, Bulgarien, Griechenland (inkl. Samothraki), Albanien, Türkei, Russland, Estland, Lettland, Litauen, Belarus, Ukraine, Moldawien, Armenien, Georgien, Aserbaidschan, westliches Kasachstan, nördliches Anatolien, nördlicher Iran | Glatt- oder Schlingnatter (Coronella austriaca) |
| Girondische Glattnatter   | Coronella girondica (Daudin, 1803) | Verbreitungsgebiet der Girondische Glattnatter   | (Least Concern – nicht gefährdet)    | 2 Unterarten: C. g. girondica, C. g. amaliae* Verbreitet in Spanien, Portugal, südliches Frankreich, Italien, Marokko, Algerien, Tunesien | Girondische Glattnatter (Coronella girondica)   |

(*strittig)